# Women's European Nations Cup 2006
El Women's European Nations Cup (Copa Europea Femenina) de 2006 fue la decimoprimera edición del torneo femenino de rugby oficial en Europa.

## Resultados

### Grupo A
| Pos. | Equipo  | Encuentros | Encuentros | Encuentros | Encuentros | Tantos  | Tantos    | Tantos     | Puntos Totales |
| Pos. | Equipo  | jugados    | ganados    | empatados  | perdidos   | a favor | en contra | diferencia | Puntos Totales |
| ---- | ------- | ---------- | ---------- | ---------- | ---------- | ------- | --------- | ---------- | -------------- |
| 1    | Italia  | 2          | 2          | 0          | 0          | 64      | 0         | +64        | 4              |
| 2    | Rusia   | 2          | 1          | 0          | 1          | 24      | 30        | -6         | 2              |
| 3    | Bélgica | 2          | 0          | 0          | 2          | 0       | 58        | -58        | 0              |

#### Partidos
| 23 de abril | Italia | 34 - 0 | Bélgica |  |  |

| 23 de abril | Rusia | 24 - 0 | Bélgica |  |  |

| 23 de abril | Italia | 30 - 0 | Rusia |  |  |

### Grupo B
| Pos. | Equipo       | Encuentros | Encuentros | Encuentros | Encuentros | Tantos  | Tantos    | Tantos     | Puntos Totales |
| Pos. | Equipo       | jugados    | ganados    | empatados  | perdidos   | a favor | en contra | diferencia | Puntos Totales |
| ---- | ------------ | ---------- | ---------- | ---------- | ---------- | ------- | --------- | ---------- | -------------- |
| 1    | Países Bajos | 2          | 2          | 0          | 0          | 94      | 5         | +89        | 4              |
| 2    | Suecia       | 2          | 1          | 0          | 1          | 39      | 10        | +29        | 2              |
| 3    | Noruega      | 2          | 0          | 0          | 2          | 0       | 118       | -118       | 0              |

#### Partidos
| 23 de abril | Países Bajos | 84 - 0 | Noruega |  |  |

| 23 de abril | Suecia | 34 - 0 | Noruega |  |  |

| 23 de abril | Países Bajos | 10 - 5 | Suecia |  |  |

### Semifinal
| 26 de abril | Italia | 33 - 0 | Suecia |  |  |

| 26 de abril | Países Bajos | 53 - 5 | Rusia |  |  |

### Final
| 30 de abril | Italia | 28 - 7 | Países Bajos |  |  |

| Bandera de Italia |
| Campeón Italia    |
| Tercer título     |

### Play-off
| 26 de abril | Bélgica | 41 - 0 | Noruega |  |  |

| 30 de abril | Rusia | 62 - 5 | Noruega |  |  |

| 30 de abril | Suecia | 32 - 0 | Bélgica |  |  |